# Площадь Саадаллах аль-Джабири
Площадь Саадаллах аль-Джабири (с араб: ساحة سعد الله الجابري, с лат.: Ad Primas Collectas) — центральная городская площадь в самом сердце сирийского города Алеппо. Она занимает центральное место в городской жизни, и здесь проходит множество торжественных мероприятий и фестивалей. Площадь названа в честь Саадаллы аль-Джабири, бывшего премьер-министра Сирии и видного государственного деятеля.
В октябре 2012 года, во время бомбардировок Алеппо, площадь и окружающие её здания были сильно повреждены.
После завершения нескольких этапов ремонтных работ на площади, расположенной рядом с мемориалом в честь погибших, был установлен памятник, получивший название «Я люблю Алеппо». Торжественное открытие памятника состоялось 29 июля 2017 года. Позже его перенесли на другую сторону площади. После того как 29 ноября 2024 года город был захвачен Хайят Тахрир аш-Шам, памятник перекрасили в цвета флага сирийской революции.

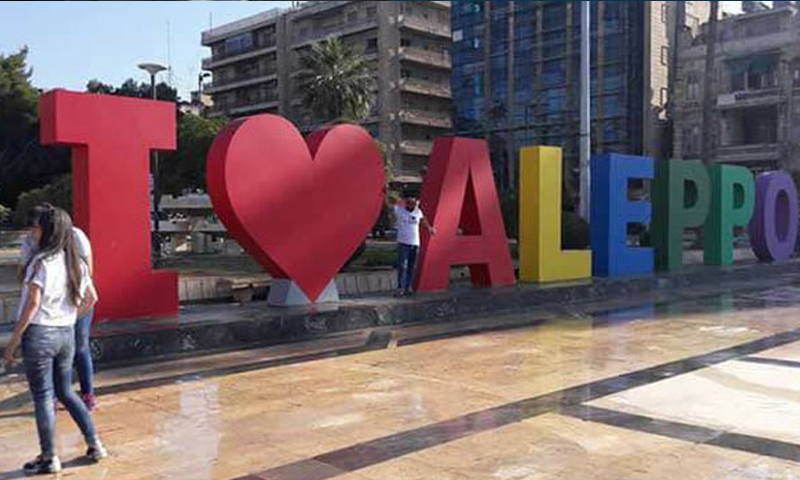
Памятник «Я люблю Алеппо» на площади Саадаллах аль-Джабири в 2017 году

## Обзор
Площадь Саадаллах аль-Джабири расположена рядом с общественным парком Алеппо и пересекается двумя важными улицами: Маджд аль-Дин аль-Джабири с востока и Камель аль-Гази с запада. Она была названа в честь Саадаллы аль-Джабири, сирийского патриота, политика и премьер-министра. В северной части площади возвышается памятник, посвященный сирийским мученикам. Это творение сирийского скульптора Абд ар-Рахмана Мауката, уроженца Алеппо, было создано в 1984—1985 годах из жёлтого алеппского камня. Примечательно, что площадь занимает часть русла реки Кейк, создавая гармоничное сочетание природы и городской архитектуры.
В феврале 2010 года городской совет Алеппо объявил о начале восстановительных работ на площади, что должно было стать важным шагом в решении проблемы заторов на дорогах в центре города.

## Теракт 3 октября 2012 года

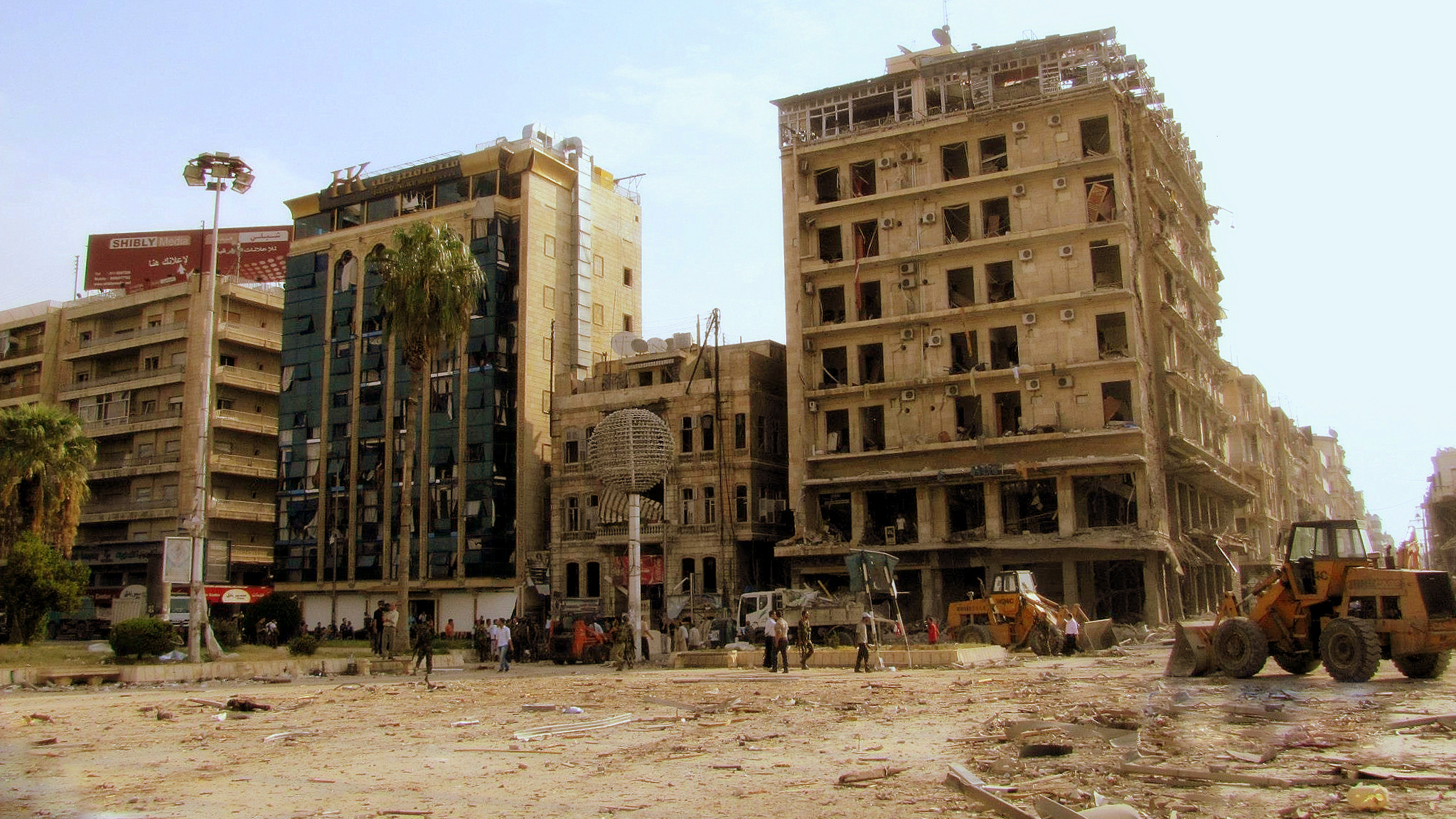
Последствия взрывов 3 октября 2012 года

Вскоре после начала гражданской войны в Сирии, 3 октября 2012 года, на этой площади прогремели взрывы, организованные террористами-смертниками. Три взрывных устройства, спрятанные в автомобилях, сработали в восточной части площади, унеся жизни 40 человек и ранив 123.
Ответственность за теракт взял на себя Абу Фирас аль-Халиби, член Свободной сирийской армии, от имени «Сирийского революционного совета».